# Petruro Irpino
Petruro Irpino – miejscowość i gmina we Włoszech, w regionie Kampania, w prowincji Avellino.
Według danych na 1 stycznia 2022 roku gminę zamieszkiwały 293 osoby (146 mężczyzn i 147 kobiet).